# Zuid-Afrika op de Olympische Zomerspelen 1928
Zuid-Afrika nam deel aan de Olympische Zomerspelen 1928 in Amsterdam, Nederland. Er werden drie medailles gewonnen, evenveel als vier jaar eerder.

## Medailles

### 1Goud
- Sydney Atkinson — Atletiek, mannen 110m horden

### 3Brons
- Harry Isaacs — Boksen, bantamgewicht
- Rhoda Rennie, Frederica van der Goes, Marie Redford en Kathleen Russell — Zwemmen, vrouwen 4x100m vrije stijl estafette

## Resultaten per onderdeel

### Boksen
Mannen vlieggewicht (– 50,8 kg)
- Baddie Libanon
  - Eerste ronde — bye
  - Tweede ronde — Versloeg Olav Nielsen (NOR), op punten
  - Kwartfinale — Versloeg Ben Bril (NED), op punten
  - Halve finale — Verloor van Armand Appel (FRA), op punten
  - Om de derde plaats — Verloor van Carlo Covagnioli (ITA), op punten

Argentinië · Australië · België · Brits-Indië · Bulgarije · Canada · Chili · Cuba · Denemarken · Duitsland · Egypte · Estland · Filipijnen · Finland · Frankrijk · Griekenland · Groot-Brittannië · Haïti · Hongarije · Ierland · Italië · Japan · Joegoslavië · Letland · Litouwen · Luxemburg · Malta · Mexico · Monaco · Nederland · Nieuw-Zeeland · Noorwegen · Oostenrijk · Panama · Polen · Portugal · Roemenië · Spanje · Tsjecho-Slowakije · Turkije · Uruguay · Verenigde Staten · Zuid-Afrika · Zuid-Rhodesië · Zweden · Zwitserland